# Municipio de Tompkins (Illinois)
El municipio de Tompkins (en inglés: Tompkins Township) es un municipio ubicado en el condado de Warren en el estado estadounidense de Illinois. En el año 2010 tenía una población de 918 habitantes y una densidad poblacional de 9,69 personas por km².

## Geografía
El municipio de Tompkins se encuentra ubicado en las coordenadas 40°51′24″N 90°43′25″O / 40.85667, -90.72361. Según la Oficina del Censo de los Estados Unidos, el municipio tiene una superficie total de 94.71 km², de la cual 94,61 km² corresponden a tierra firme y (0,11 %) 0,1 km² es agua.

## Demografía
Según el censo de 2010, había 918 personas residiendo en el municipio de Tompkins. La densidad de población era de 9,69 hab./km². De los 918 habitantes, el municipio de Tompkins estaba compuesto por el 97,82 % blancos, el 0,22 % eran afroamericanos, el 0,44 % eran asiáticos, el 0,11 % eran isleños del Pacífico, el 0,22 % eran de otras razas y el 1,2 % eran de una mezcla de razas. Del total de la población el 1,53 % eran hispanos o latinos de cualquier raza.